# Bismarckturm (Hanau)

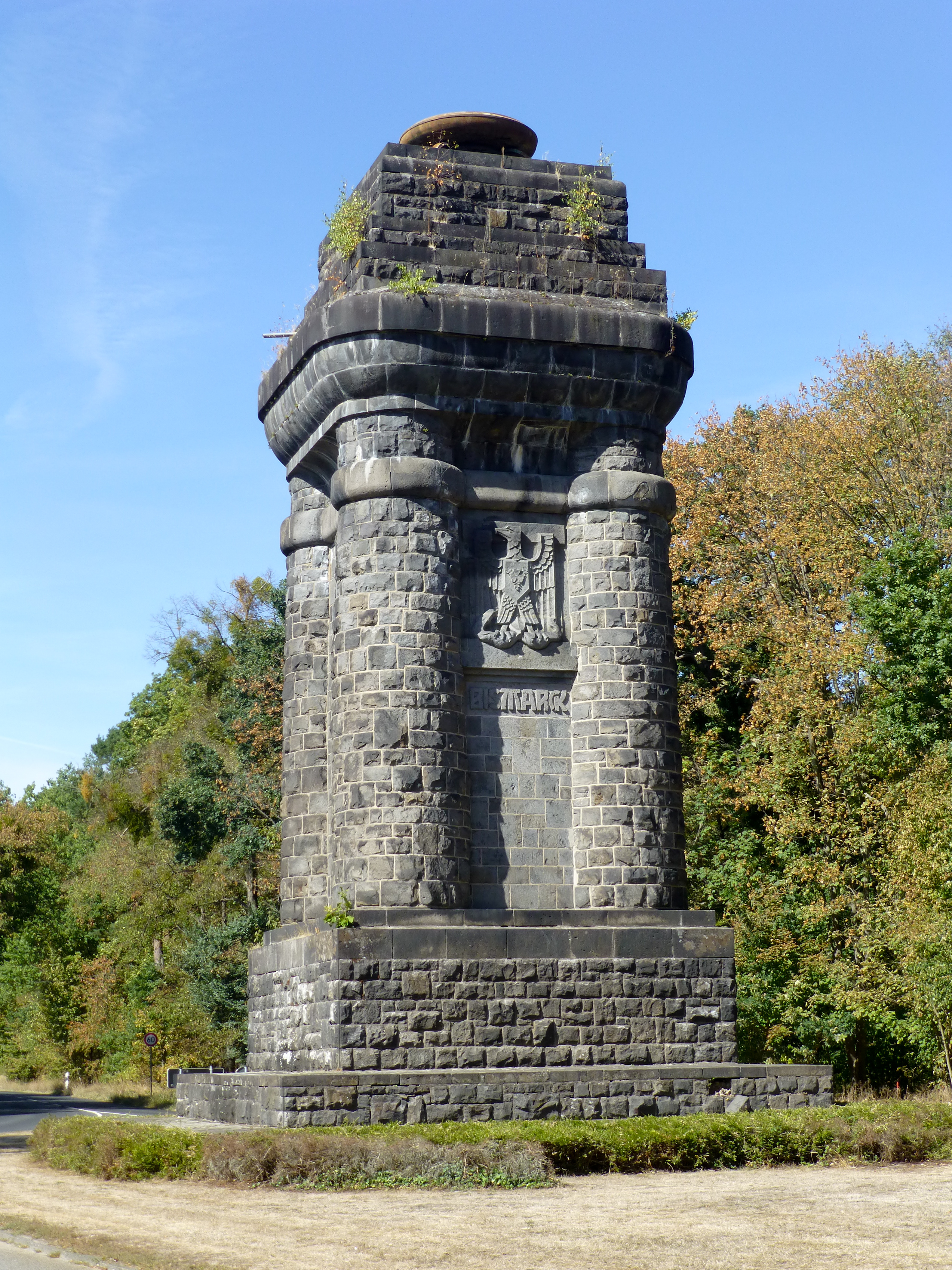
Der Bismarckturm in Hanau

Der Bismarckturm in Hanau wurde zur Erinnerung an den ersten Reichskanzler des Deutschen Reiches, Otto von Bismarck, errichtet.

## Geografische Lage
Der Bismarckturm steht auf einer schmalen Verkehrsinsel zwischen den beiden Fahrspuren der Kreisstraße K 872 im Ortsteil Hanau-Kesselstadt, unmittelbar westlich des Staatsparks Wilhelmsbad.

## Gebäude
Der 18 Meter hohe Turm wurde 1905 durch das Hanauer Baugeschäft Jean Louis Wörner nach dem bereits einige Jahre älteren Typenentwurf „Götterdämmerung“ des Architekten Wilhelm Kreis ausgeführt, nach dem – mit örtlichen Anpassungen z. B. in Material und Größe – in Deutschland etwa 50 Bismarcktürme errichtet wurden. Auf einem zweistufigen Unterbau steht mit vierpassförmigem Grundriss der Hauptschaft, der von einer wuchtigen Deckplatte gekrönt wird. Darauf steht ein dreistufiger Sockel, der eine Feuerschale trägt, in der an Gedenktagen ein Feuer entzündet werden konnte. Die Fassade des Hanauer Turms besteht aus bossierten Basaltquadern. Der Hauptschaft trägt an seiner Ostseite im oberen Bereich einen Reichsadler mit einer Schlange und den Schriftzug BISMARCK.
In den 1960er und 1970er Jahren gab es Stimmen, die den Abriss des Turmes forderten. Heute ist der Turm ein Baudenkmal nach dem Hessischen Denkmalschutzgesetz.